# Software development kit
Software development kit (SDK) – zestaw narzędzi dla programistów niezbędny w tworzeniu aplikacji korzystających z funkcjonalności danej biblioteki (np. Java Runtime Environment) pod daną platformę (np. system operacyjny Android), sprzęt (np. moduł GPS) itp.

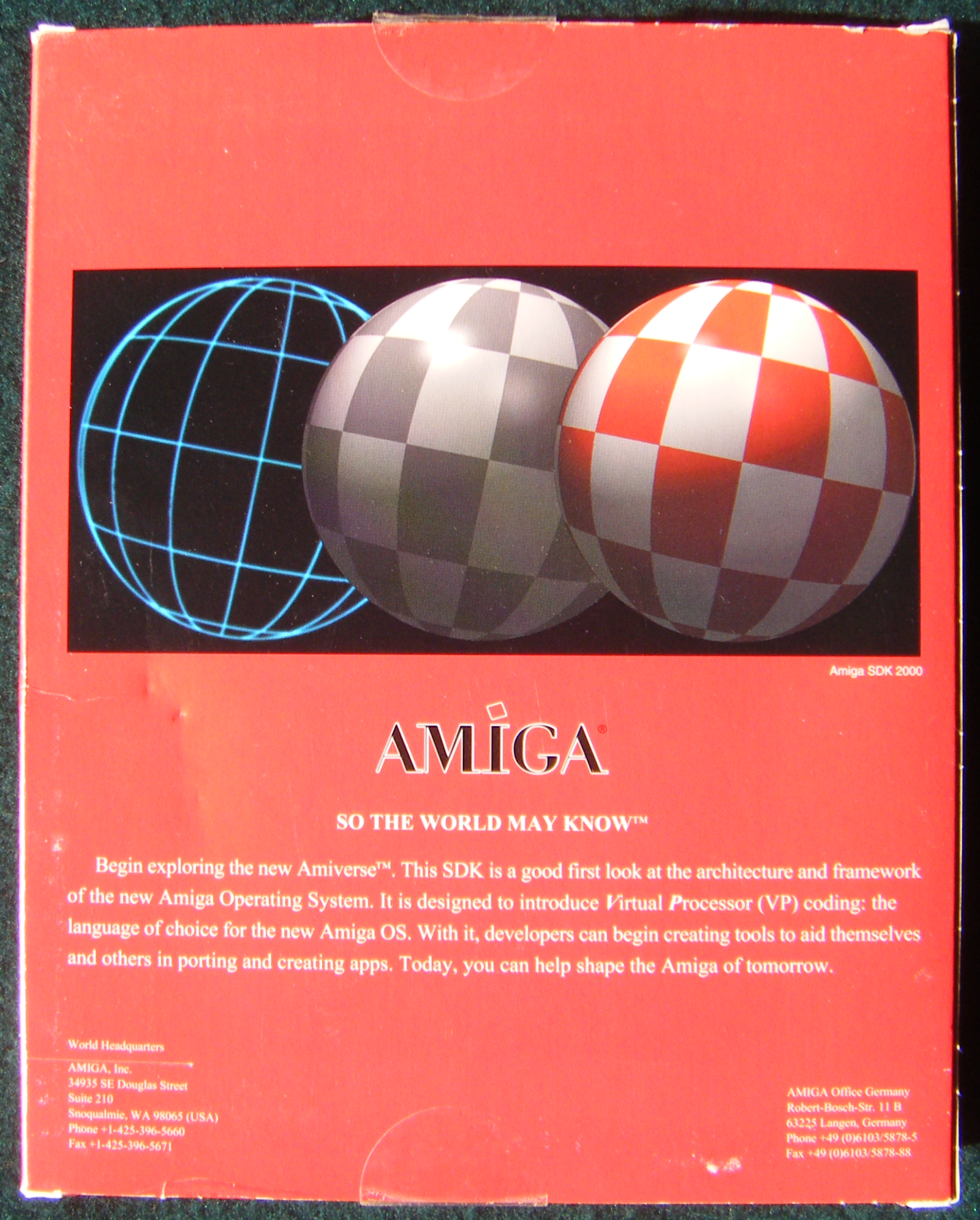
Tylna strona opakowania Amiga Software Development Kit 2000

Na SDK najczęściej składają się:
- dokumentacja
- pliki nagłówkowe dla danego języka programowania
- przykładowe kody źródłowe
- skompilowane biblioteki (w przypadku SDK dla jakiejś biblioteki)
- kod źródłowy biblioteki (w zależności od licencji i typu SDK)

Ważną cechą SDK jest licencja, na której jest ono udostępniane. Z niej wynikają dodatkowe ograniczenia w korzystaniu (np. zakaz wykorzystania do pewnych zastosowań) oraz ponoszone koszty (np. opłaty uzależnione od sprzedaży wytworzonego rozwiązania).
SDK zawiera często przykładowe fragmenty kodów i gotowe aplikacje zbudowane w oparciu o dokumentację i pliki nagłówkowe bibliotek dostępnych w SDK. Dostarczenie działającego kodu źródłowego stanowi formę jego dokumentacji, czytelną dla programisty.
W zależności od zastosowania twórcy SDK decydują się czasem nadać zestawowi unikalną nazwę. Sytuacja taka istnieje np. w przypadku SDK wspomagającego tworzenie sterowników programowych do urządzeń komputerowych. W przypadku Microsoftu i Apple Inc. zestaw taki nazywa się Driver Development Kits (DDK). Podobnie SDK wspomagające tworzenie oprogramowania dla urządzeń przenośnych pracujących pod kontrolą PalmOS nazywa się PalmOS Development Kit (PDK).
Oprócz zastosowań komercyjnych SDK stosowane jest również z powodzeniem przy przeprowadzaniu badań naukowych. Jednym z najbardziej znanych SDK udostępnionych w tym celu publicznie przez Microsoft jest „Kinect for Windows”.

## PrzykładySDK
- Facebook C# SDK
- Java Development Kit (JDK)
- IBM Java SDK[2]
- Android SDK – zestaw narzędzi programistycznych dla systemu Android.
- Nokia Series 60 SDK – umożliwia tworzenie oprogramowania na telefony komórkowe firmy Nokia z serii 60.
- DirectX SDK – multimedialna biblioteka Microsoftu
- MobileSpeech SDK – Speech Recognition SDK, Lab9 Solutions
- Microsoft Flight Sim SDK
- Surface SDK
- OpenAL
- Source SDK – pakiet narzędzi dla Valve i społeczności Steam.